# Clarence Anglin
Pour les articles homonymes, voir Anglin (homonymie).
Clarence Anglin, né le 11 mai 1931 à Donalsonville (Géorgie, États-Unis), est un criminel incarcéré à la prison d'Alcatraz dont il s'échappa en 1962 avec son frère John Anglin et Frank Morris.

## Biographie

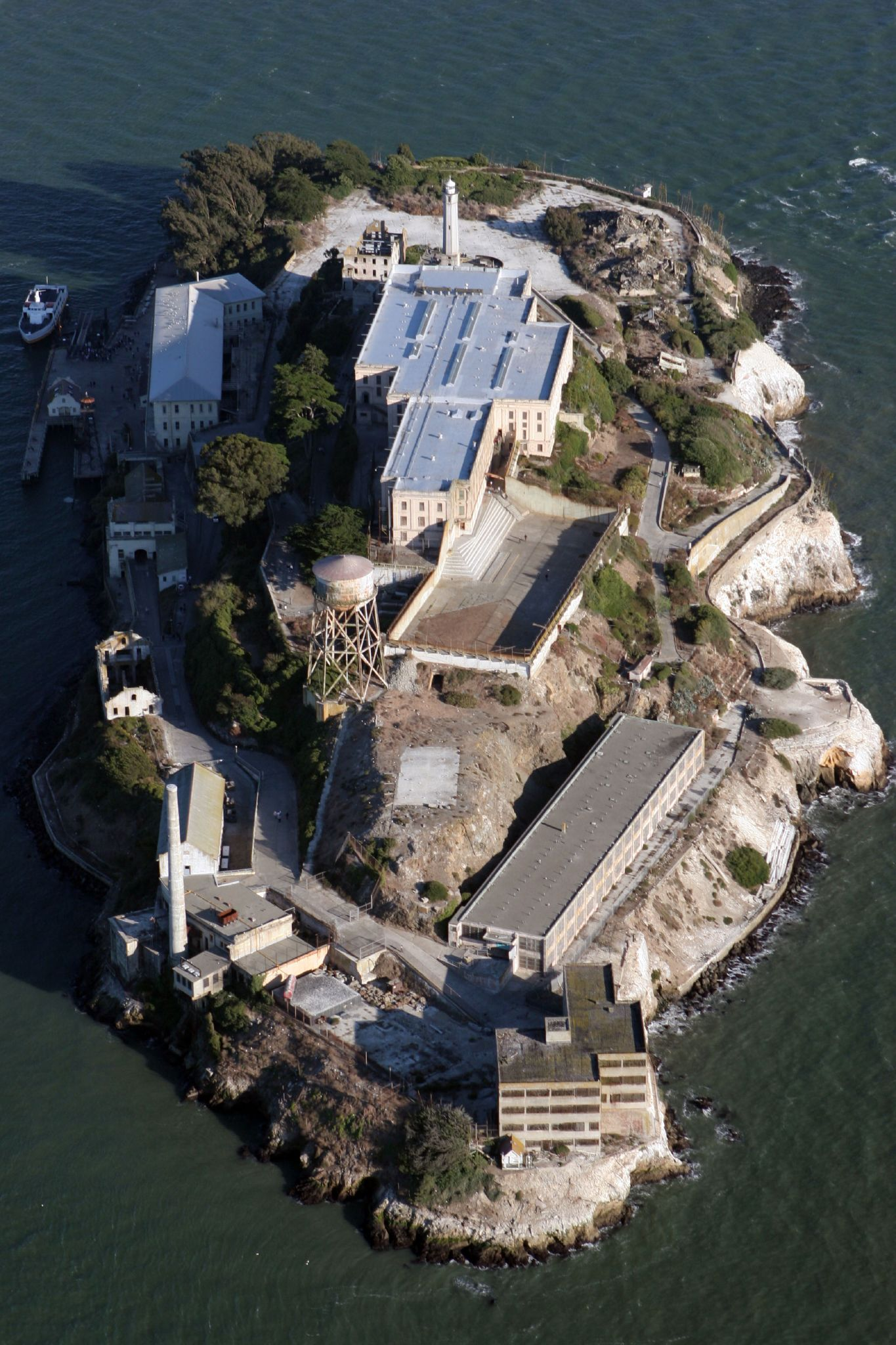
Photographie aérienne du pénitencier fédéral d'Alcatraz.

Fils de George Robert Anglin et Rachael Van Miller Anglin, il était issu d'une fratrie de quatorze enfants (sept garçons et sept filles). Clarence est né en Géorgie à Donaldsonville dans le comté voisin de Seminole où il passa une bonne partie de son enfance, avant d'habiter Ruskin en Floride.
Ses frères John, Alfred et lui furent arrêtés pour des braquages de banque et des affaires de grand banditisme, notamment à Columbia en Alabama. Les trois frères étaient des spécialistes des évasions et eurent l'occasion de le démontrer dans les divers pénitenciers où ils furent incarcérés. John et Clarence furent ensuite envoyés dans la prison d'Alcatraz pour purger une peine de 60 ans de prison, après avoir tenté de s'évader de la prison d'Atlanta. Là, ils mirent au point leur évasion. Alfred incarcéré dans un autre pénitencier en Alabama, mourut quelque temps après l'évasion de ses frères, en tentant lui aussi de s'évader.

## Évasion
Depuis son évasion, on n'eut plus jamais trace de lui, il est déclaré disparu et présumé mort noyé dans la baie de San Francisco. Il reste encore aujourd'hui recherché par le FBI. Clarence arriva le 10 janvier 1961 à Alcatraz sous le matricule AZ1485. Clarence et John ont écopé d'environ 20 ans de prison et ont été envoyés au pénitencier fédéral d'Atlanta (où ils rencontrent Frank Morris et Allen West, quatrième complice de l'évasion), la prison d'État de Floride et pénitencier fédéral de Leavenworth. Clarence et John ont fait plusieurs tentatives pour s'échapper du pénitencier fédéral d'Atlanta et ont par conséquent été envoyés à Alcatraz.
Quatorze tentatives précédentes d'évasion eurent lieu en vain par trente-six différents prisonniers.
Un cliché, pris au Brésil vers 1975 par Fred Brizzi — un ami d'enfance des frères Anglin devenu trafiquant de drogue entre la Floride et l'Amérique du Sud — et remis à la famille, tendrait à démontrer que Clarence et John auraient vécu dans ce pays où ils auraient acquis une ferme,. Néanmoins, il reste encore aujourd'hui avec son frère John et Frank Morris recherchés par les autorités américaines.

## Film
Clarence Anglin a été joué en 1979 par Jack Thibeau dans le film L'Évadé d'Alcatraz.